# Judiska köket

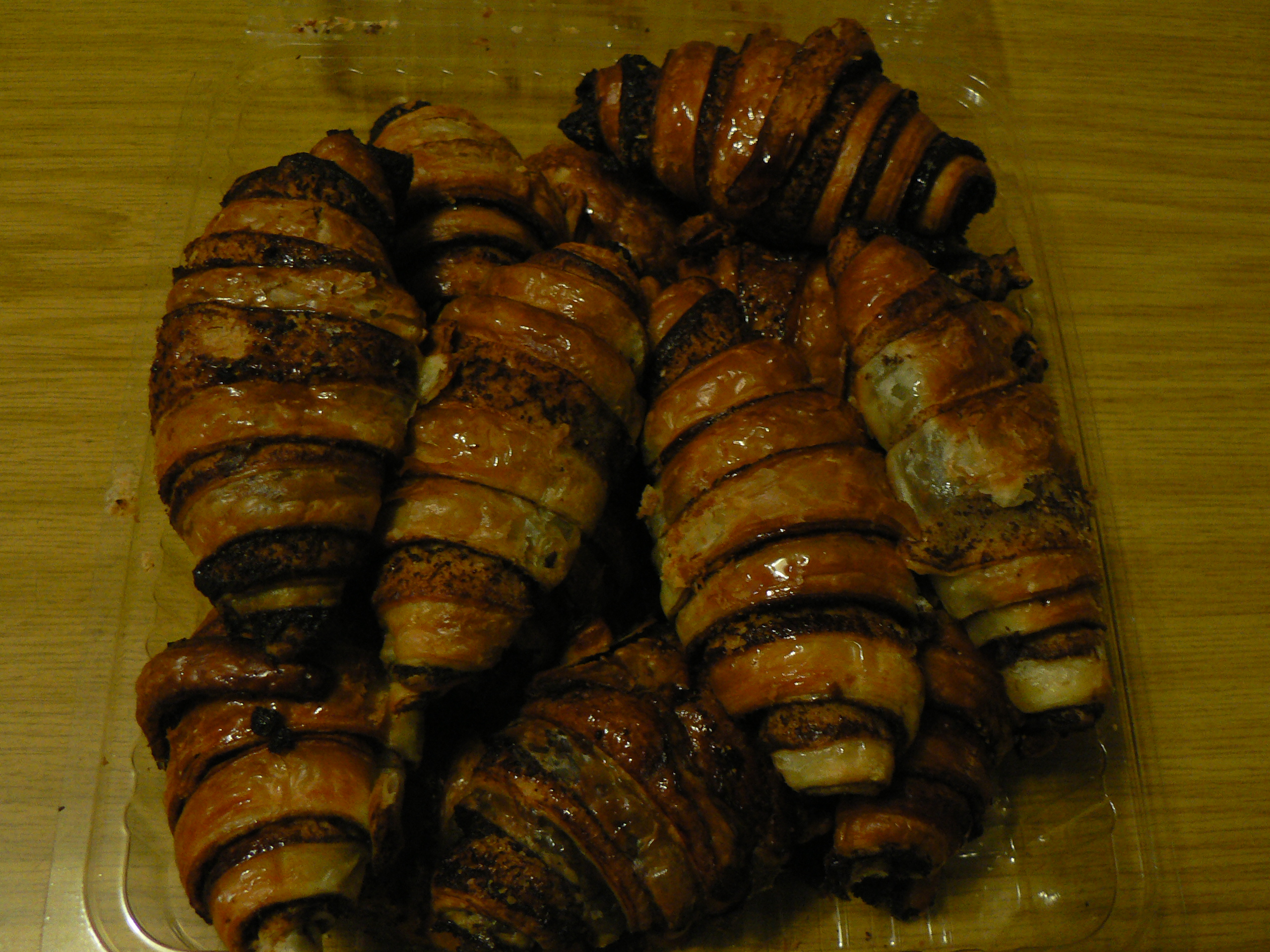
Det judiska bakverket rugelach

Judisk mat är varierad. En del äter till exempel karp till högtider, en tradition ifrån Östeuropa.  
Andra klassiska rätter som ofta äts av judar med östeuropeisk bakgrund är gefilte fisch eller latkes. 
Klassiska rätter från judar som härstammar från Nordafrika och Mellanöstern är till exempel Sabich och Shakshuka.  
Praktiserande judar äter inte fläskkött, blodmat eller skaldjur. Man blandar heller inte kött och mejeriprodukter.  
Kött skall slaktas enligt judisk sed, kosher, och slakten måste utföras av en godkänd slaktare som ofta står under tillsyn av en rabbin. 
Många judar som följer kosherregler har ofta två kök. Detta är för att försäkra att köttet inte blandas med mejeriprodukter.